# Trump National Golf Club de Los Angeles
El National Golf Club de Donald Trump de Los Ángeles es un club de golf público en Rancho Palos Verdes, California, con un campo de 7,242 yardas (6,622 m) diseñado por Pete Dye y The Trump Organization.
Anteriormente conocido como Ocean Trails Golf Club, consiste en un campo de 18 hoyos diseñado que estaba previsto para ser inaugurado en junio de 1999, hasta que un deslizamiento de tierra ocurrido provocó reagendar esta fecha tentativa. Sin embargo, el lugar se declaró en quiebra el 26 de noviembre de 2002, año en que el magnate Donald Trump compró la propiedad por $ 27 millones, con la intención de rediseñar el campo. Incluye una casa club de 45.000 pies cuadrados (4.200 m²).
El club es conocido por sus vistas del Océano Pacífico y la Isla Catalina. El lugar contó con tres cascadas artificiales hasta que fueron eliminadas durante la sequía de 2012-15.
Está clasificado entre los 100 mejores campos que puede jugar por la revista Golf Magazine. Con un costo total de $ 264 millones, Trump National Golf Club de Los Ángeles es el campo de golf más caro jamás construido.